# Modrá stuha

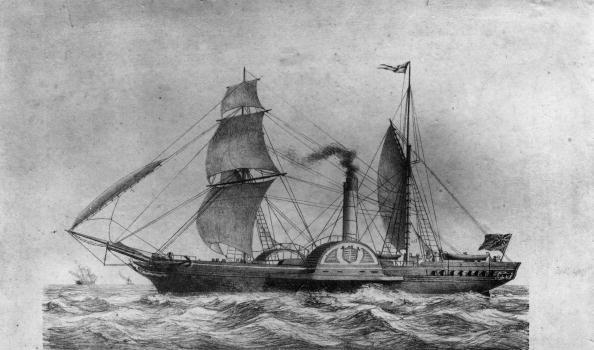
Za prvního držitele Modré stuhy je považován kolesový parník SS Sirius.

Modrá stuha při plavbě přes Atlantský oceán bylo zvláštní prestižní putovní ocenění, které bylo udělováno jednotlivým lodím, jež nejrychleji přepluly severní Atlantský oceán na trase z New Yorku do Evropy (obvykle do Liverpoolu nebo i jiného evropského přístavu). Byla zavedena v roce 1838, tedy v první polovině 19. století, a existuje vlastně až do dnešních dob. Prvním držitelem této ceny se v roce 1838 stal kolesový parník SS Sirius, který vykonal cestu z Corku do New Yorku rychlostí 8,03 uzlu (14,87 km/h) za 18 dní, 14 hodin a 22 minut a cestu z New Yorku do Falmouthu rychlostí 7,31 uzlu za 18 dní. Poté se v držení této ceny vystřídala celá řada dalších lodí z Francie, USA a Velké Británie, později i z Německa či Itálie. Mezi slavné držitele modré stuhy patří mimo jiné i známé parníky Lusitania a Mauretania.
Jednou z posledních držitelek modré stuhy byla americká loď United States, jež tuto vzdálenost překonala v roce 1952 za 3 dny plus 10 hodin a 40 minut.
Ocenění bylo zejména v dobách, kdy neexistovala dálková transoceánská letecká doprava, velmi prestižní i z komerčních, respektive ekonomických důvodů. Jednotliví dopravci se na svoje luxusní lodě snažili nalákat bohatou pasažérskou klientelu i nákladní dopravce (například dopravce poštovních zásilek). Tyto závody o nejrychlejší loď vedly také k několika námořním katastrofám.